# Maria Mercedes Guerra
Maria Mercedes Guerra řeholním jménem; Maria Mercedes od Dítěte Ježíše (17. září 1817, Salavina – 31. července 1901, Chascomús) byla argentinská římskokatolická řeholnice a zakladatelka kongregace Františkánských terciárních sester lásky.

## Život
Narodila se 17. září 1817 v Salavině jako dcera Antonia Guerry a jeho manželky Inés Contreras. Dne 7. prosince stejného roku byla pokřtěna v kostele Carmen de la villa v Salavině.
V brzkém věku přišla o matku a vychovával jí otec který jí odvezl do Córdoby kde získala vzdělání přiměřené k sociální situaci její rodiny. Roku 1821 jí zemřel otec a ona žila se svou sestrou Juanou Maríí. Dálkově navštěvovala školu Huérfanas de Santa Teresa a roku 1837 začala se svou sestrou šít pro národní armádu a to na požádání svého švagra plukovníka Dominga Riesca, přítele generála Belgrana. Později začala toužit po zasvěceném životě ve františkánském duchu. Dne 3. března 1857 vstoupila v Buenos Aires do Řádu klarisek-kapucínek a přijala jméno Maria Mercedes od Dítěte Ježíše. Už v té době jí začala slábnout zdraví a byla nucena odejít z kláštera.
Kolem roku 1859 se začala věnovat výuce "nenapravitelných" studentů a roku 1871 při vypuknutí epidemie žluté zimnice pomáhala nemocným. Začal se jí zhoršovat zrak a tak přijala nabídku operace od významného argentinského oftalmologa Cleta Aguirreho.
Roku 1873 přijala s povolením představených hábit Třetího řádu svatého Františka a ona dále pokračovala ve výuce a pomoci nemocným. V této době začala tvořit řeholní kongregaci Františkánských terciárních sester lásky, která měla 8 členek a Marie se stala první představenou. Kanonicky byla tato kongregace schválena 13. dubna 1880 a papežské schválení získala roku 1889. Tato kongregace se zaměřuje na výchovu a péči o děti a mládež.
Zemřela 31. července 1901 v Chascomús.
Dne 7. července 2000 byl zahájen v arcidiecézi Buenos Aires její proces blahořečení.